# Автомобільна промисловість у Білорусі
Автомобільна промисловість Білорусі — галузь економіки Білорусі.

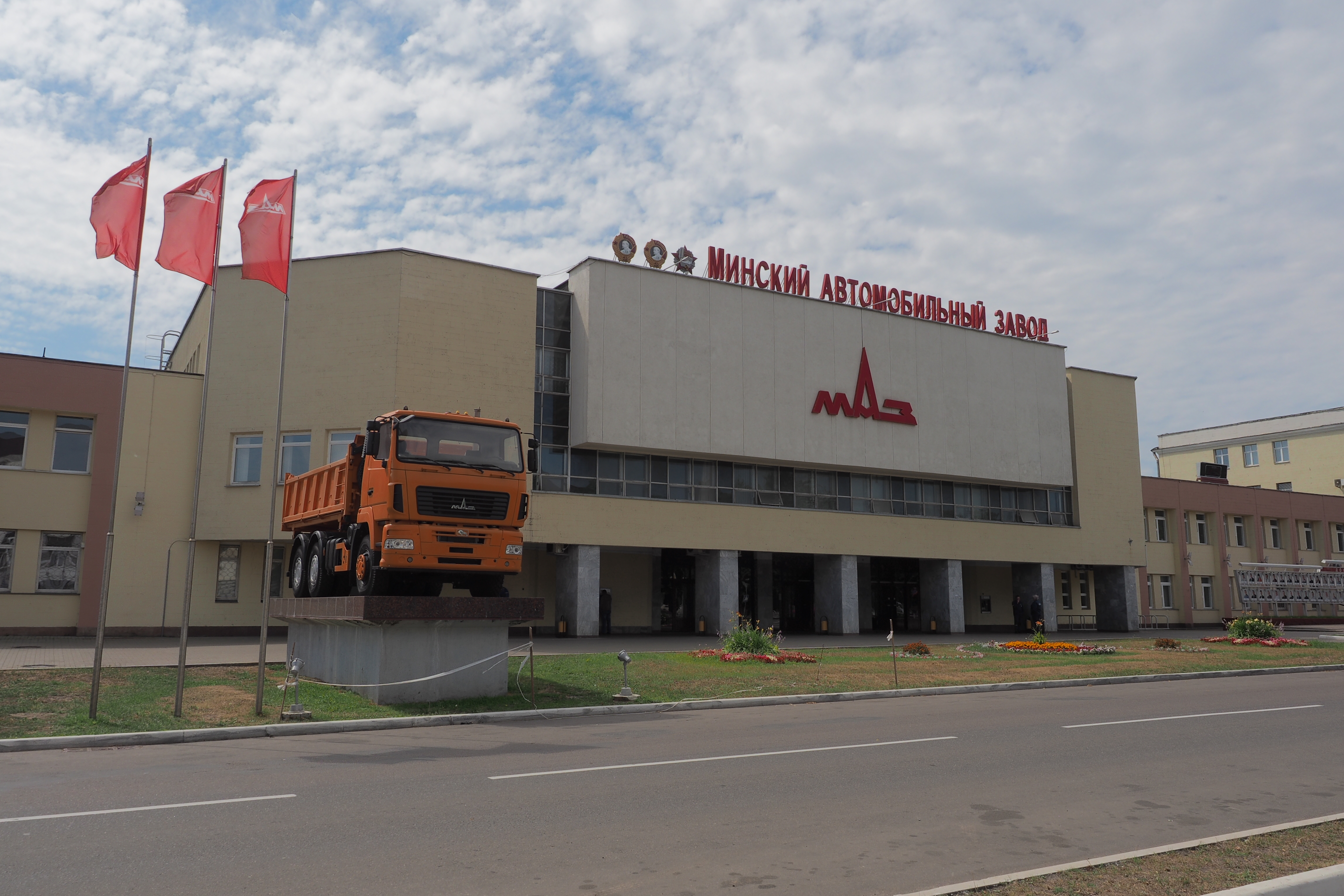
МАЗ — найбільший виробник авто у Білорусі

За радянських часів Білоруська РСР була третьою республікою з річним показником виробництва понад 40,000 автомобілів. З того часу Білорусь спеціалізується на випуску вантажівок, тягачів власної розробки, а також автобусів, тролейбусів та трамваїв розроблених в пострадянський час. Автозаводи в Білорусі включають: МАЗ, БелАЗ, МЗКТ, МоАЗ, Неман, Unison та BelGee.
Автомобільна промисловість у Білорусі зародилася в 1944 році із заснуванням автоскладального заводу в Мінську, який складав з ленд-лізівських машинокомплектів вантажні автомобілі Ford, GMC, Chevrolet, Mack та інші. Незабаром на його базі був заснований Мінський автомобільний завод (МАЗ). Завдяки обладнанню, отриманому за репараціями з Німеччини  і по лінії UNRRA, був побудований завод з повним циклом виробництва, на який було передано виробництво автомобілів з Ярославського автомобільного заводу (ЯАЗ). Незабаром завод почав самостійно розробляти вантажні автомобілі, в тому числі спеціалізовані. БССР в складі СРСР спеціалізувалася на випуску вантажних автомобілів, в тому числі великої вантажопідйомності. Виробництво великовантажних самоскидів було передано на Білоруський автомобільний завод (БелАЗ) в Жодіно, а випуск важкої техніки подвійного призначення — на Мінський завод колісних тягачів (МЗКТ). У 1990 році на підприємствах БССР було випущено 42 тисячі вантажних автомобілів.
Зі здобуттям незалежності у 1991 році з'явилося і виробництво легкових автомобілів. У 2016 році у Білорусі було складено 10,360 легкових автомобілів.

## Історія

### До 1991 року
Могилівський автомобільний завод ім. Кірова почав роботу в 1935 році як авторемонтний завод. У 1939-1941 роках велося будівництво авіамоторного заводу, потім підприємство переобладнано в локомобільний завод, а на випуску будівельно-дорожньої техніки спеціалізується з 1958 року. Випускав автотягачі, самохідні скрепери, підземні самоскиди..

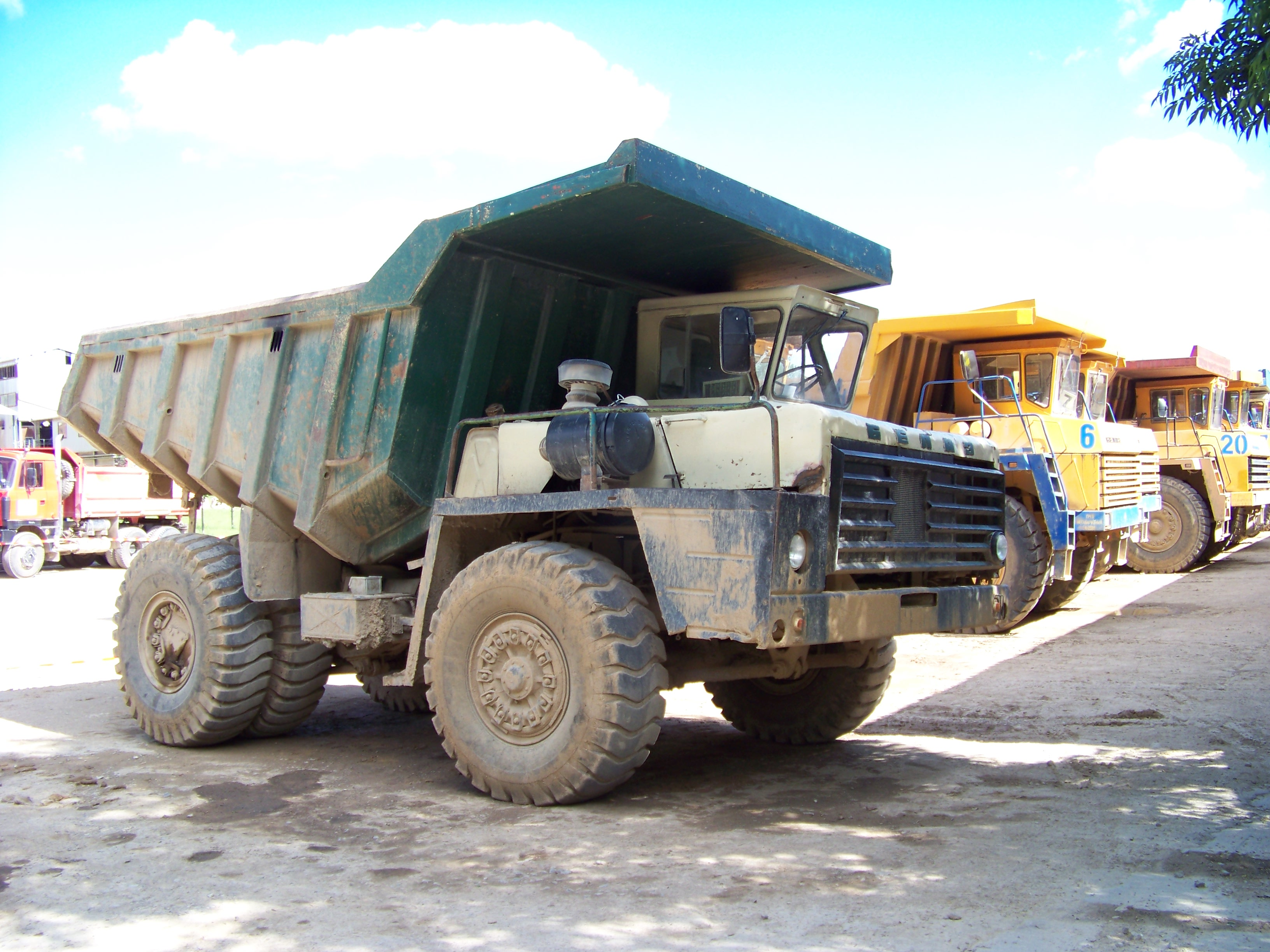
БелАЗ-540

Будівництво поблизу міста Жодіно під Мінськом заводу торф'яного машинобудування почалося в 1947 році. У 1958 році в Жодіно передали з Мінського автозаводу виробництво 25-тонних самоскидів МАЗ-525. Згодом, підприємство було перейменоване в Білоруський автомобільний завод. Перша самостійно розроблена ним модель — 27-тонний БелАЗ-540 — з'явилася в 1961 році. До 1986 року завод міг випускати до 6,000 одиниць такої техніки на рік, що становило половину їх світового виробництва.

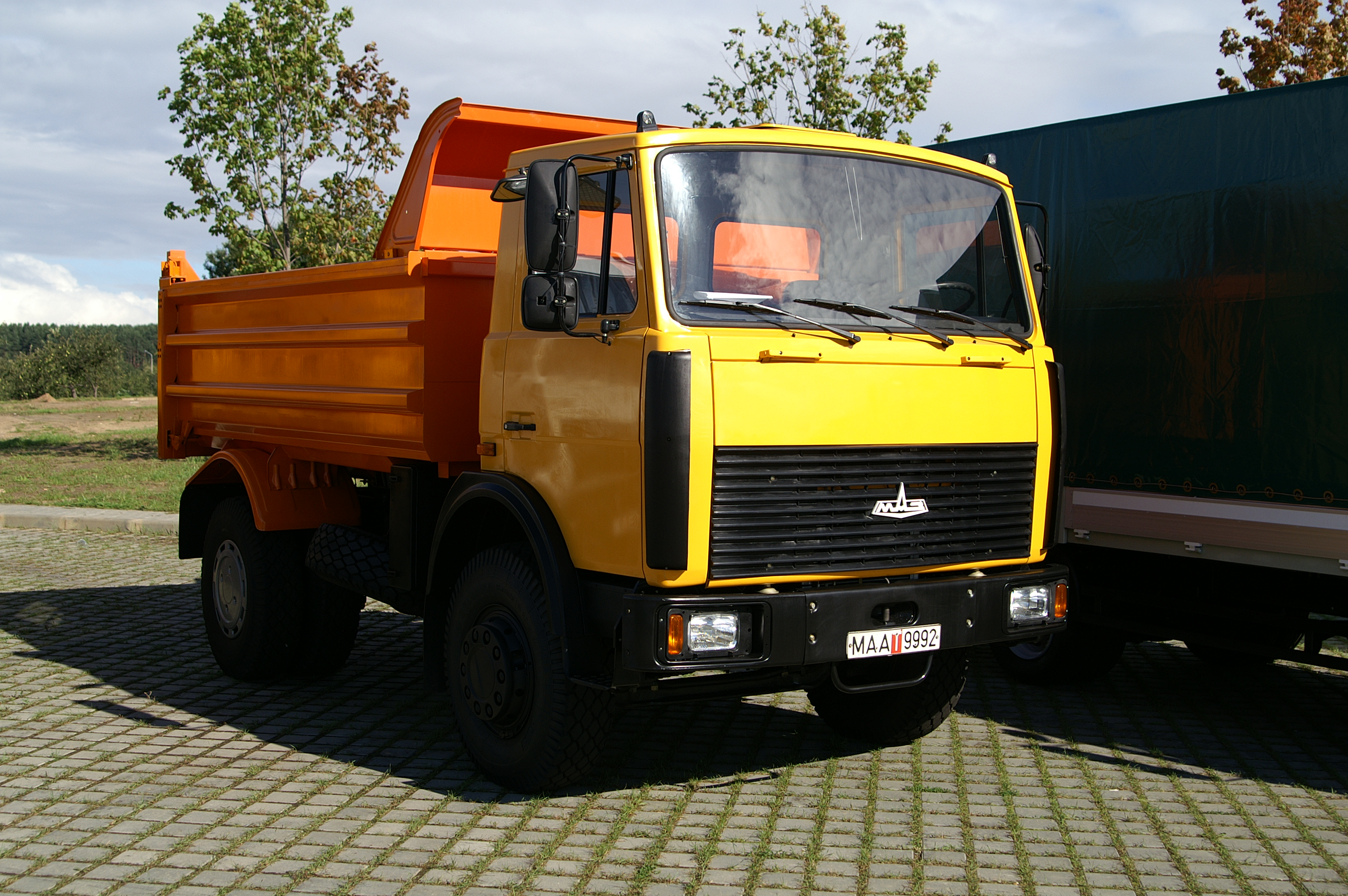
МАЗ-5551

Мінський автомобільний завод був заснований в 1944 році як автоскладальне підприємство.
З 1944 по 1946 роки в Мінську почалася підготовка до автоскладального виробництва, яке займалося складанням важких американських вантажівок Ford, Chevrolet, GMC, Studebaker, Mack з вузлів і деталей, що поставлялися по ленд-лізу в СРСР.
А з 1946 по 1949 роки автоскладальний завод припинив випуск вантажівок іноземних моделей і розпочав підготовку до виробництва автомобілів сімейства МАЗ-200.
Базовою моделлю став ЯАЗ-200, виготовлення якого передали до Мінська з Ярославля, де після цього ще деякий час випускалися тривісні ЯАЗ-210, які надалі перетворилися в КрАЗи. Сам же Ярославський завод зберіг виробництво силових установок — двотактних дизелів ЯАЗ-204 для МАЗів та ЯАЗ-206 для КрАЗів. Восени 1947 п'ять перших білоруських вантажівок-самоскидів МАЗ-205 виїхали з воріт нового автоскладального виробництва і пройшли у святковій колоні на Жовтневій демонстрації.

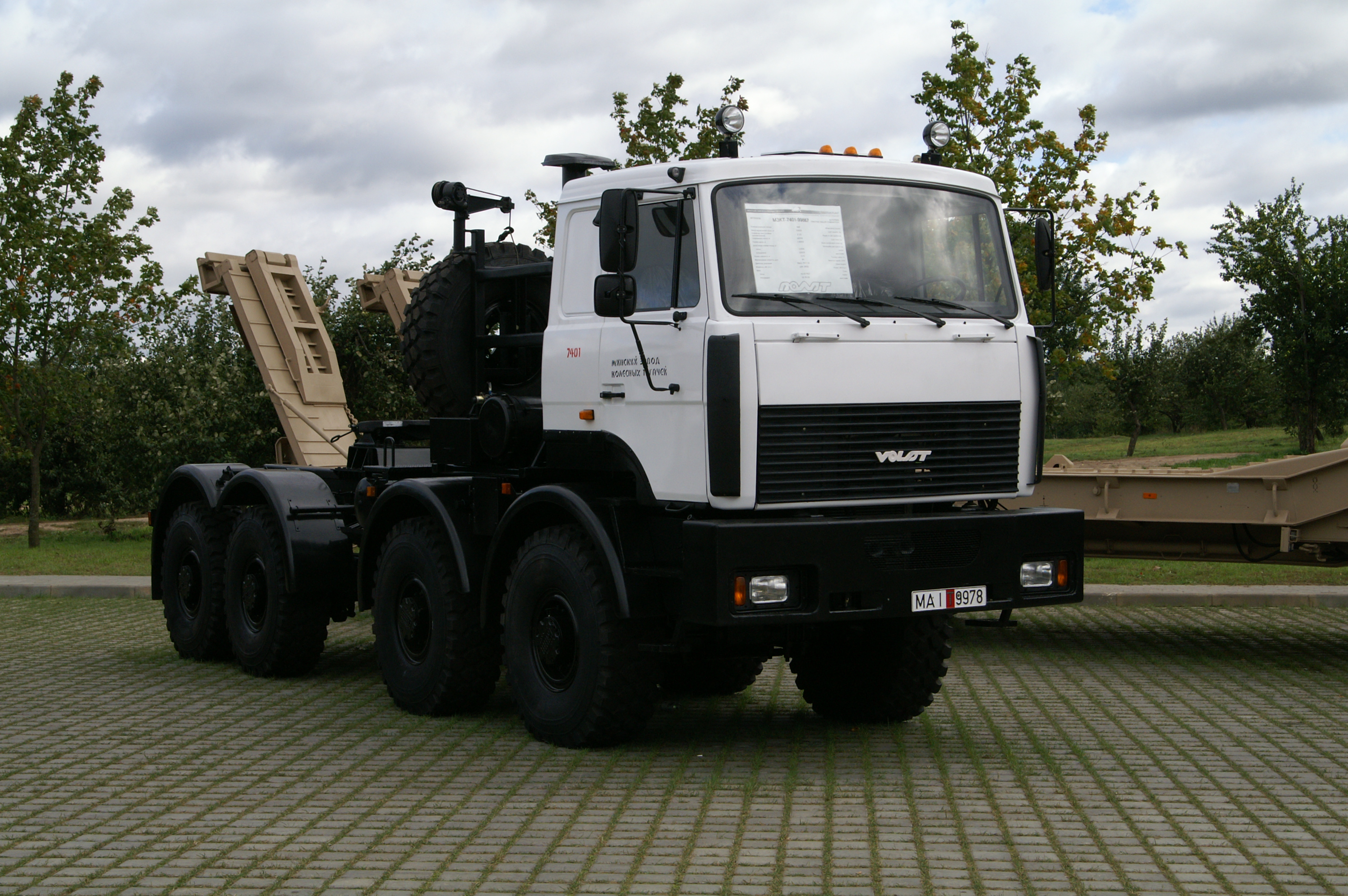
Сідельний тягач 8×8 МЗКТ-7401

25 липня 1954 постановою Ради Міністрів СРСР на Мінському автомобільному заводі було створено спеціальне конструкторське бюро з розробки багатовісних автомобілів високої прохідності для потреб Міністерства оборони країни.
У 1991 році на базі виробництва колісної техніки спеціального призначення МАЗа — РК «Тополь-М», ЗРК «Печора», С-300 був створений Мінський завод колісних тягачів.
У 1973 році було створено Мінський ремонтний трамвайно-тролейбусний завод (скорочено — МРТТЗ) (Белкоммунмаш). Зі здобуттям незалежності гостро постала проблема забезпечення міст Білорусі новим електричним пасажирським транспортом (тролейбусні системи існували в семи містах, трамвайні — в чотирьох). У 1993 році Мінський ремонтний трамвайно-тролейбусний завод почав готуватися до випуску електротранспорту. Виробництво тролейбусів АКСМ-100 почалося в 1994 році, трамваїв АКСМ-1М — у 2000 році, електробусів АКСМ-Е433 — у 2016 році. Згодом модельний ряд значно збільшився. В даний час на базі підприємства створено холдинг «Белкоммунмаш».

## Сучасний стан

### Після 1991 року

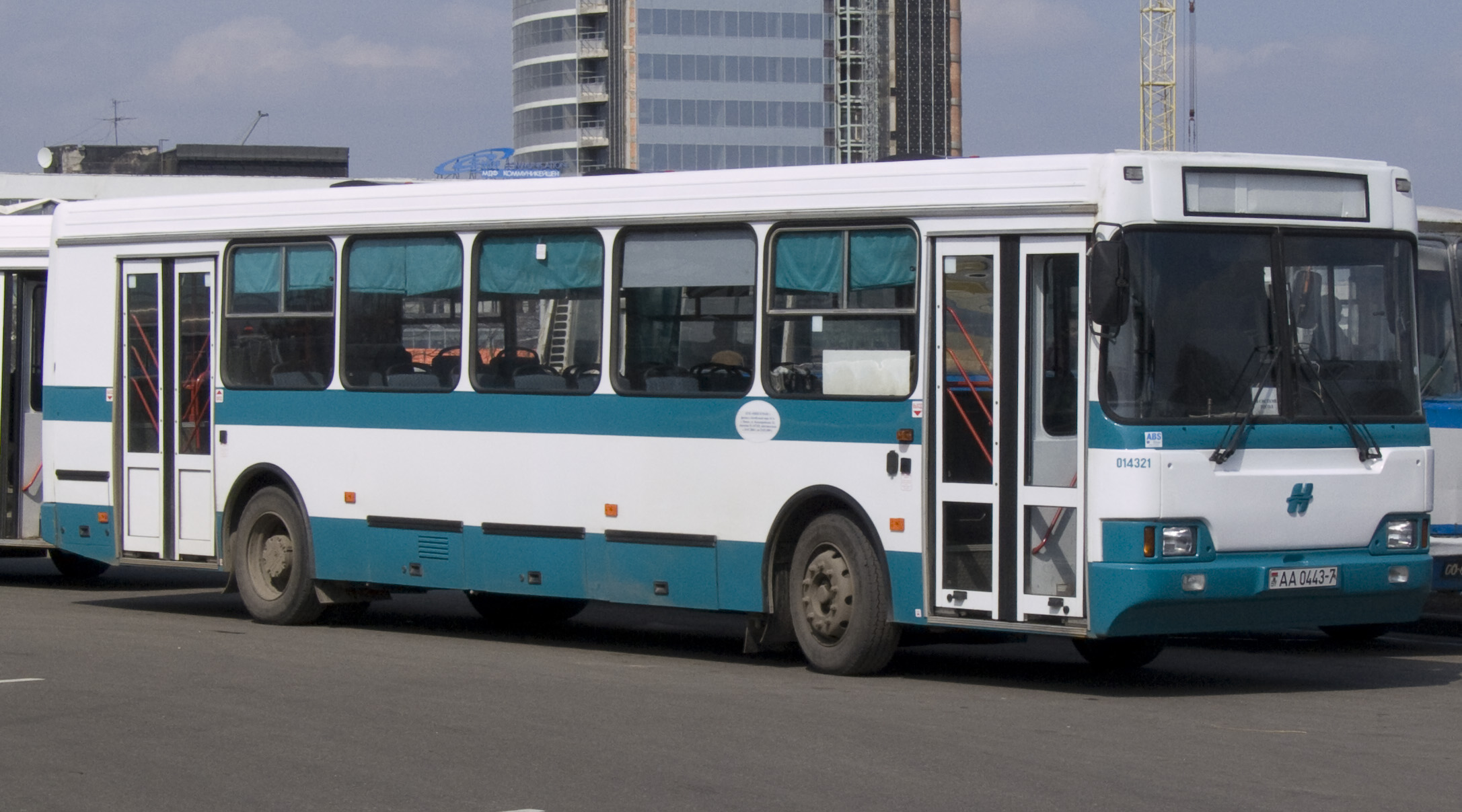
Неман-52012

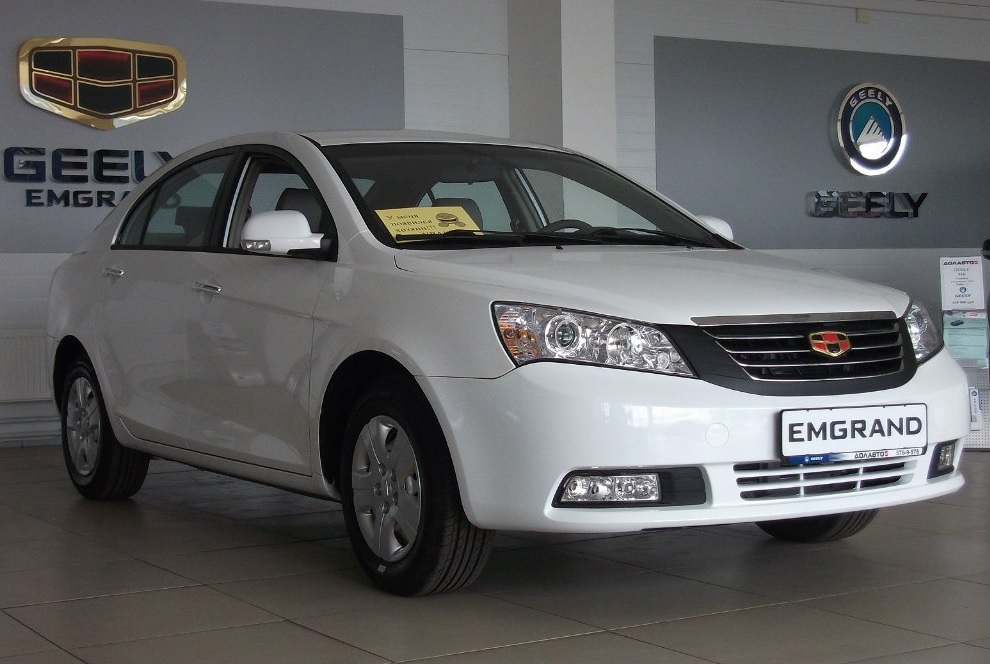
Geely Emgrand EC7

ВАТ «Амкодор» створено в 1991 році на базі мінського заводу «Ударник» і спеціалізується на випуску дорожньо-будівельної та спеціальної техніки.
У 1992 році в рамках програми конверсії почалося виробництво ліцензійної копії автобусів ЛіАЗ-5256 на ППВП «Дослідний завод "Неман"» (місто Ліда Гродненської області). Згодом були розроблені і запущені в серійне виробництво автобуси Неман-52012 та інші моделі. У 2014 році завод став філією МЗКТ, нова юридична назва — філія «Автоскладальний завод "Неман"» ВАТ "Мінський завод колісних тягачів".
В середині 1990-х років було засновано спільне підприємство з компанією Ford — «Форд-Юніон» (зараз — СП ЗАТ «Юнисон»). У селі Обчак Мінського району був побудований корпус для зборки автомобілів. Після припинення співпраці з Ford в 2000 році, підприємство займалося складанням автомобілів FS Lublin і IKCO Samand. У 2014 році компанія підписала угоди з General Motors і PSA Peugeot Citroën, після чого почалася збірка кількох моделей Peugeot, Citroën, Cadillac XT5, Cadillac Escalade, Chevrolet Tahoe.
У січні 2019 року ФАС Росії схвалила придбання афілійованою компанією ТОВ «Юнісон Авто Рус» активів «Дженерал Моторз Авто» в селищі Шушари біля Санкт-Петербурга.
В середині 2000-х років Гомельський авторемонтний завод (ГАРЗ) зайнявся складанням автобусів малого класу і вантажних автомобілів на шасі Isuzu. Автобуси продавалися під торговою маркою «Радзіміч» (за назвою слов'янського літописного племінного об'єднання IX-XII століть радимичів, що населяли в тому числі схід Гомельської області). Згодом почався випуск приміських автобусів. Спочатку завод закуповував велику частину комплектуючих у українського ВАТ «Черкаський автобус» («Богдан») і заводу Isuzu, але потім приступив до поступового заміщення іноземних комплектуючих. Зокрема, на вантажні автомобілі, що складаються з комплектів Isuzu, встановлювалися двигуниМінського моторного заводу ; для автобусів в Білорусі виготовлялися кузови, пневматичні системи, електрика, внутрішнє оздоблення. У 2006-2012 роках завод випустив приблизно 1,600 автобусів «Радзіміч», в 2013 році освоїв випуск автобуса А432 на метані. У 2014 році завод визнаний банкрутом.
У 2011 році було підписано угоду про створення СЗАТ «Белджі» з китайською компанією Geely (51% акцій спільного підприємства належить ВАТ «БелАЗ»), в рамках якого почалося будівництво автоскладального заводу біля автодороги P53, між містами Жодіно і Борисов Мінської області; проектна потужність заводу — 60 тис. автомобілів на рік. Завод був офіційно відкритий в листопаді 2017 року; передбачається, що в 2018 році локалізація виробництва повинна скласти 52%.

## Виробники
- МАЗ (Мінський автомобільний завод)
  - МАЗ-MAH / MAZ-MAN

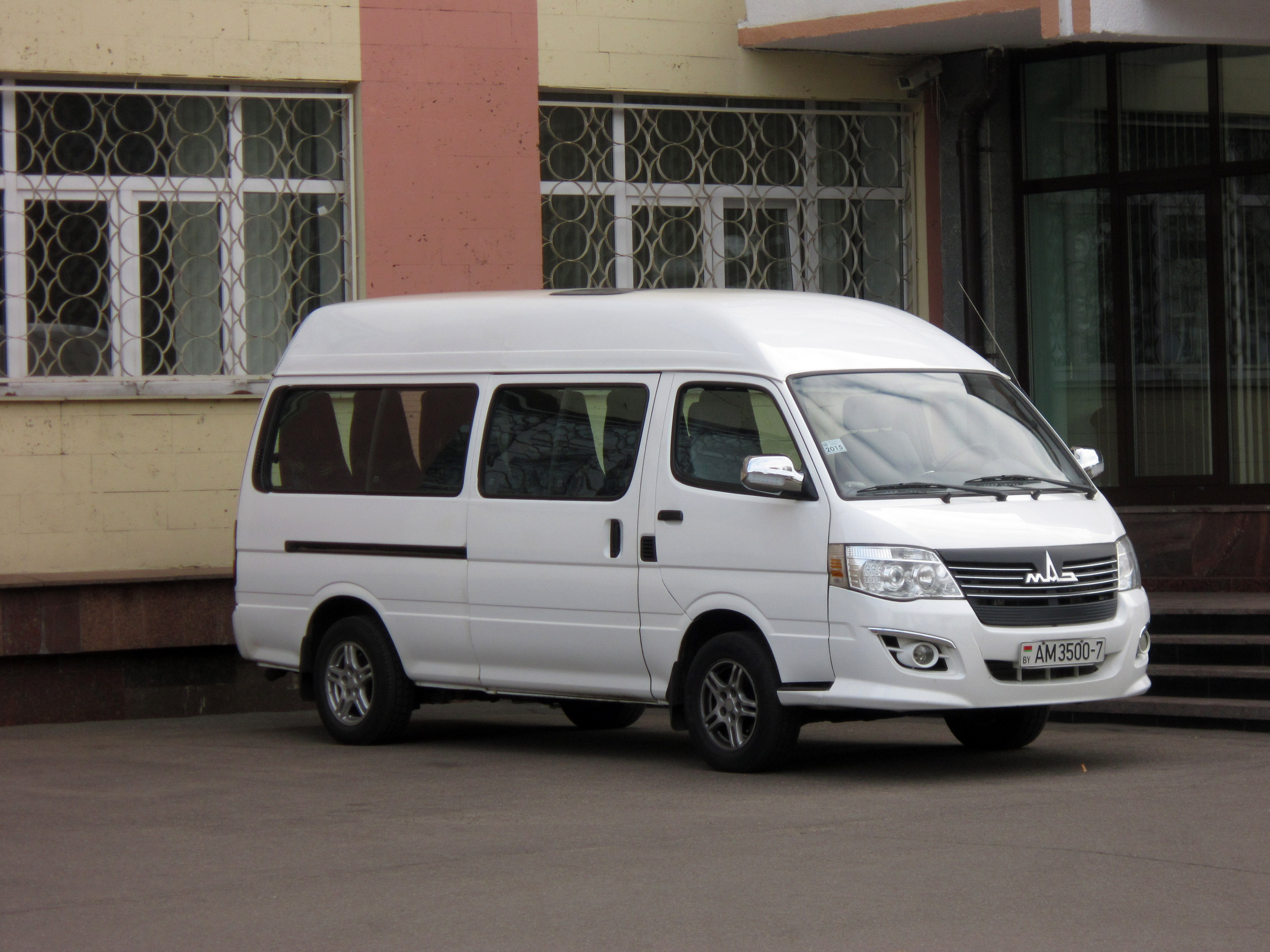
МАЗ-182

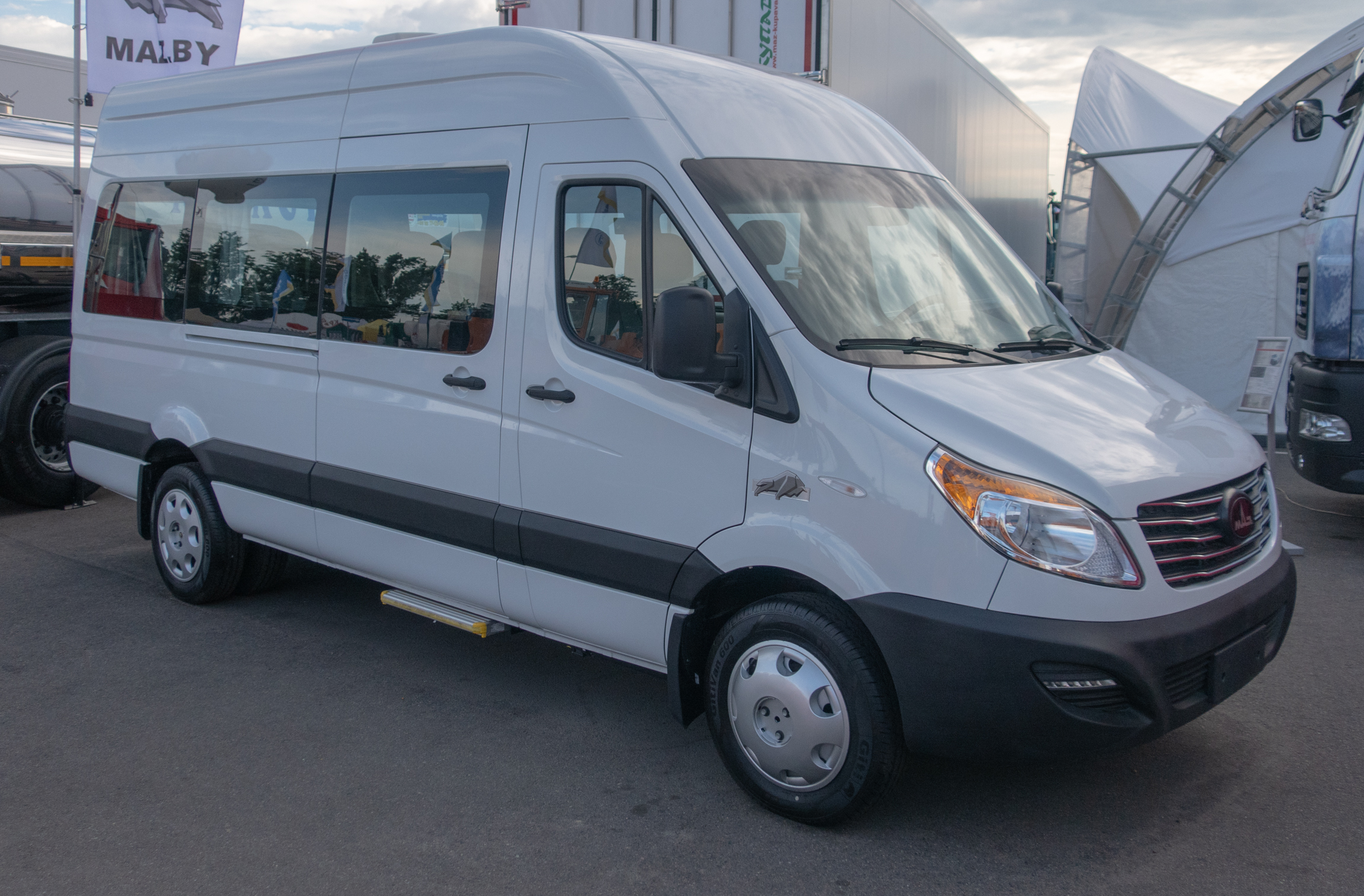
МАЗ-281

- БелАЗ (Білоруський автомобільний завод)
  - МоАЗ (Могилівський автомобільний завод)
- БелКомунМаш
- МЗКТ (Мінський завод колісних тягачів)
  - Неман
- ГАРЗ (Гомельський авторемонтний завод)
- Юнісон / Unison / раніше - Ford Union
- БелДжи / BelGee
- Амкодор
- Брестмаш випускає мікроавтобус МАЗ-281, що складається з машинокомплектів компанії JAC Motors
- Могілівтрансмаш випускає МАЗ-182 (копію китайського мікроавтобуса King Long Hiase)
- 140-ий ремонтний завод у місті Борисов невеликими партіями випускає всюдиходи

## Загальний обсяг виробництва за роками

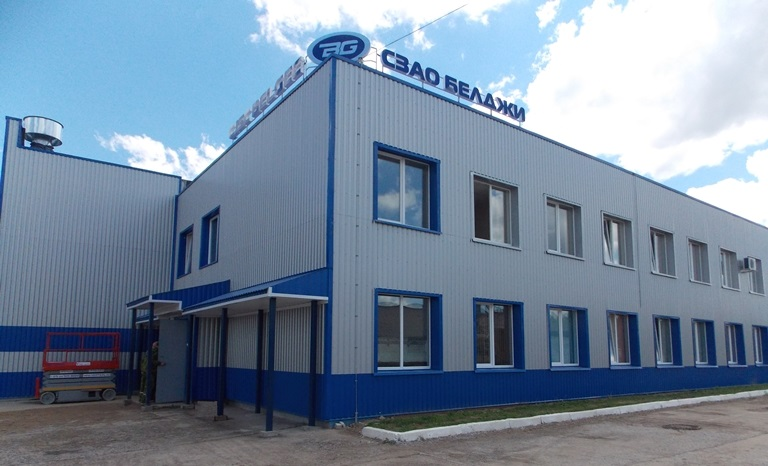
Автоскладальний завод BelGee

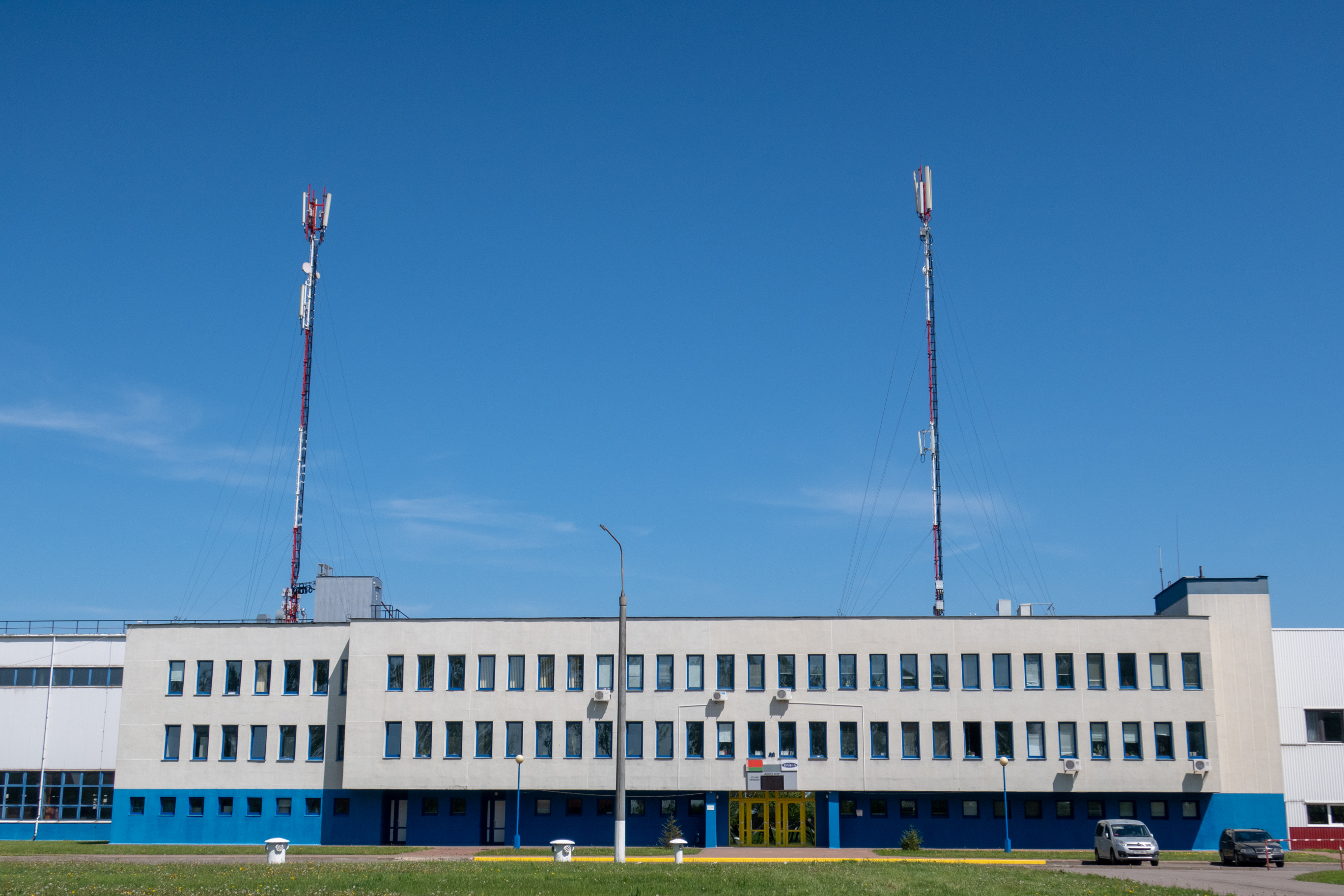
Автоскладальний завод Unison

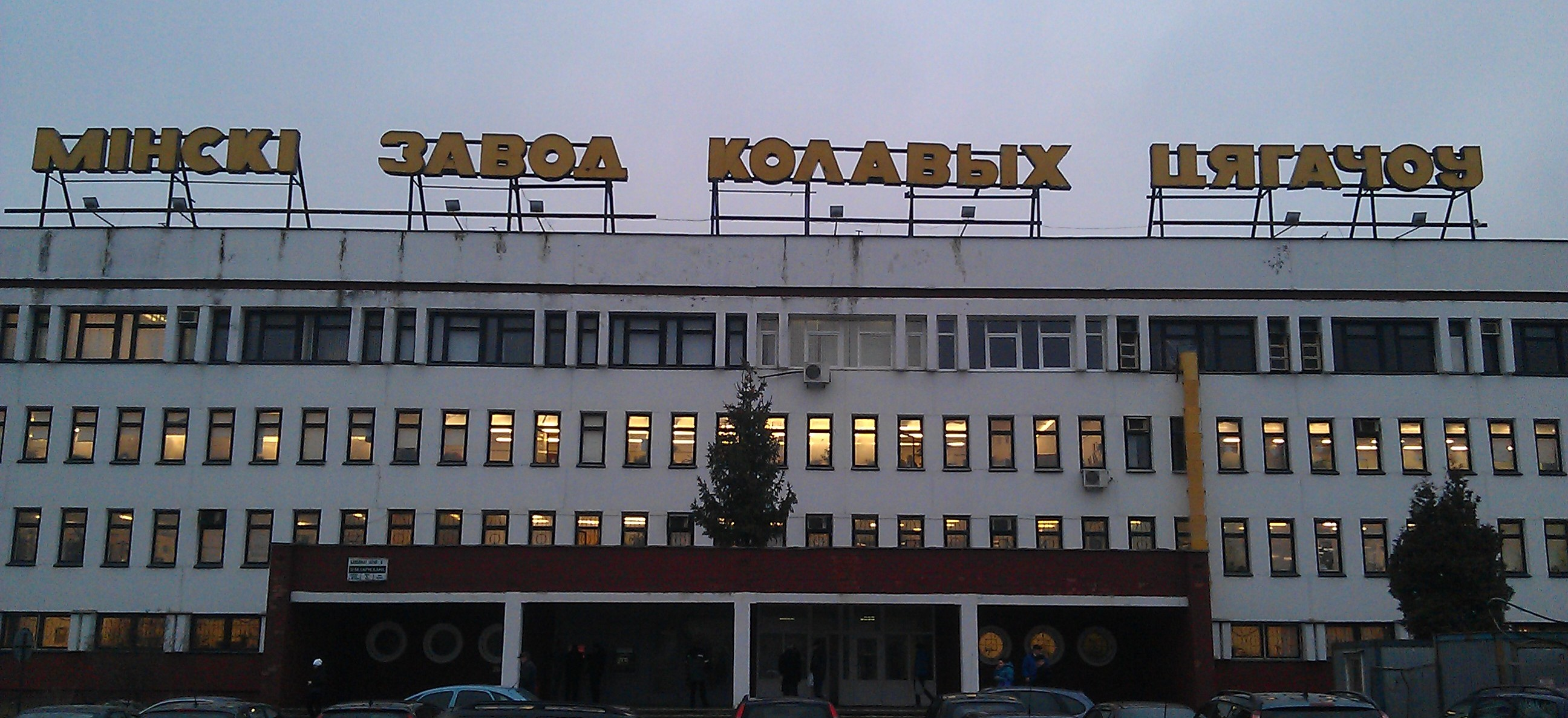
Мінський Завод Колісних Тягачів

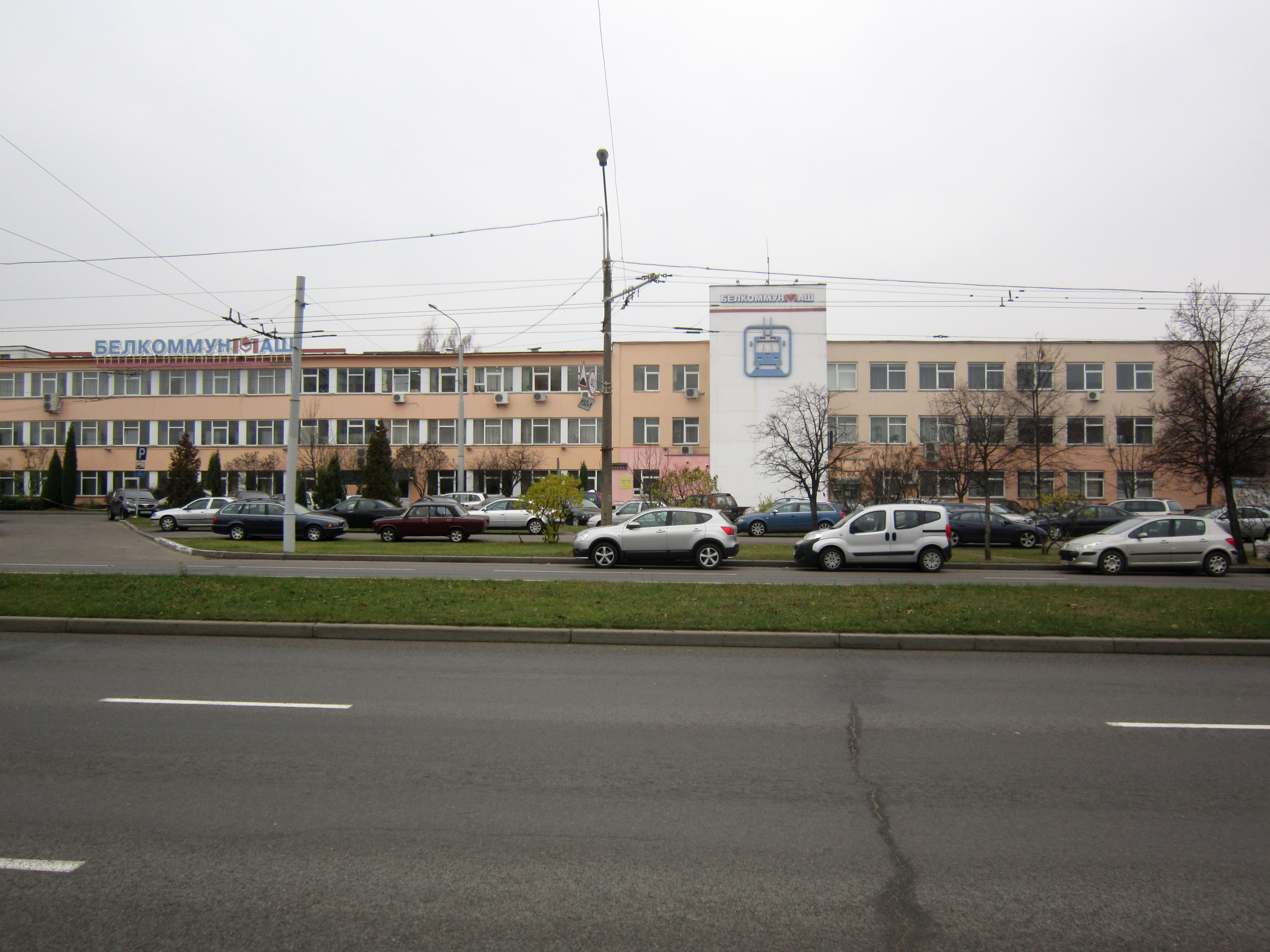
БелКомунМаш

| Виробництво вантажних автомобілів в БССР і Республіці Білорусь, шт: | |
| На цьому місці має відображатися графік чи діаграма, однак з технічних причин його відображення наразі вимкнено. Будь ласка, не видаляйте код, який викликає це повідомлення. Розробники вже працюють для того, щоби відновити штатне функціонування цього графіка або діаграми. | |
| | На цьому місці має відображатися графік чи діаграма, однак з технічних причин його відображення наразі вимкнено. Будь ласка, не видаляйте код, який викликає це повідомлення. Розробники вже працюють для того, щоби відновити штатне функціонування цього графіка або діаграми. |

| Рік  | Обсяг виробництва |
| 1950 | 2,400             |
| 1960 | 18,700            |
| 1970 | 29,800            |
| 1980 | 40,100            |
| 2000 | 19,324            |
| 2005 | 26,995            |
| 2010 | 15,249            |
| 2011 | 24,343            |
| 2012 | 25,425            |
| 2013 | 22,926            |
| 2014 | 22,990            |
| 2015 | 15,033            |
| 2016 | 16,864            |
| 2017 | 13,428            |
| 2018 | 23,261            |
| 2019 | 30,485            |
| 2020 | 31,274            |
| ---- | ----------------- |